# Möbelgleiter

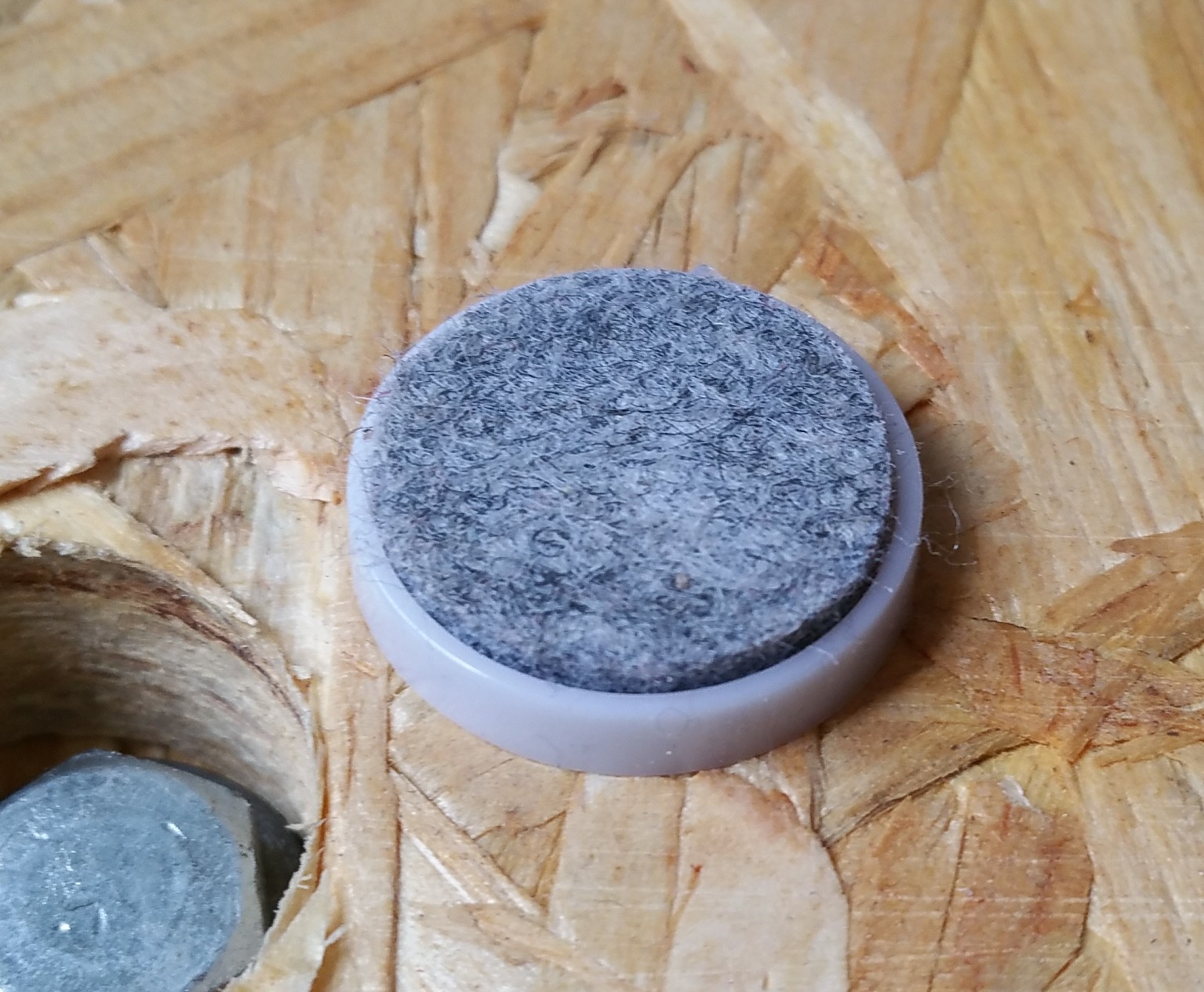
Möbelgleiter Filz zum Nageln

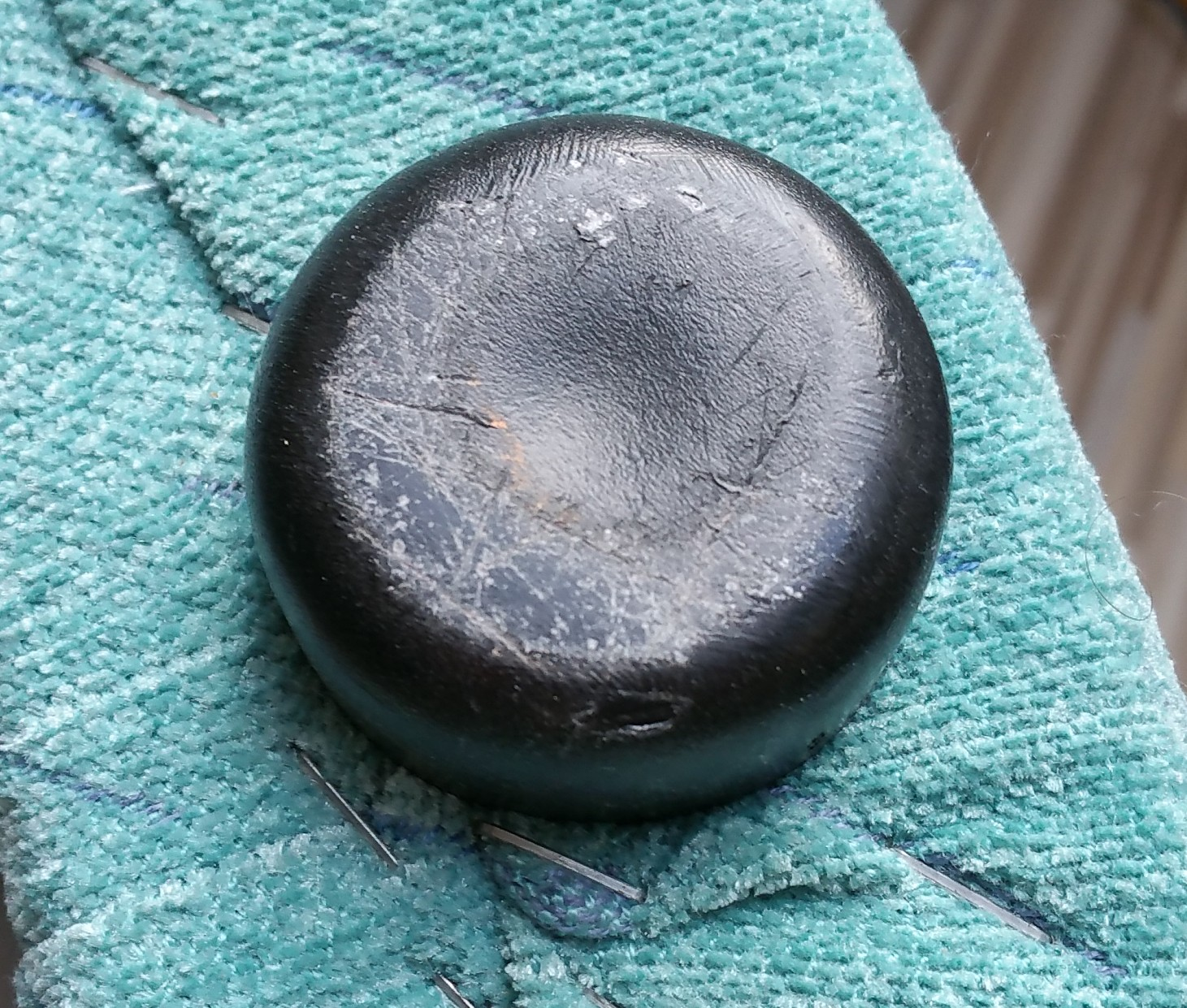
Möbelgleiter Kunststoff

Möbelgleiter, Stuhlgleiter oder Filzgleiter schützen Parkett-, Laminat- oder andere empfindliche Böden vor Gebrauchsspuren durch das Verrücken von Möbeln wie Stühlen, Tischen oder Schränken. Ein weiterer Einsatzzweck ist der Transport besonders schwerer Möbel oder Musikinstrumente (z. B. Klaviere), die durch die Gleiter leichter im Zimmer verschoben werden können. Je nach Material unterscheidet man Filzgleiter, Teflongleiter und Metallgleiter, wobei die Filzgleiter auf glatten Bodenbelägen genutzt werden, während Gleiter ohne Filz überwiegend auf Teppichen und stumpfen Böden zum Einsatz kommen.  
Die Gleiter werden an der Unterseite der betreffenden Möbelstücke befestigt. Je nach Produkt werden die Gleiter verklebt, verschraubt oder vernagelt.
Es gibt Gleiter, die einteilig aufgebaut sind, andere bestehen aus zwei oder mehreren Teilen. Drunter sind:
- geklebte Filzschichtgleiter
- genagelte Kunststoffkörper mit und ohne Filzeinlage
- gesteckte Kunststoffkörper (in Rohr-Beine)
- genagelte oder geschraubte Metallgleiter
- Gleitfolien